# James C. Inzer
James Clarence Inzer (* 5. März 1887 in Springville, St. Clair County, Alabama; † 20. Dezember 1967) war ein US-amerikanischer Politiker.
James Inzer besuchte das Howard College und studierte danach von 1910 bis 1911 an der Law School der University of Alabama Jura. Nach Abschluss seines Studiums begann er in Gadsden als Anwalt in der Kanzlei Hood, Inzer, Martin, and Suttle zu praktizieren. 1916 war Inzer, der der Demokratischen Partei angehörte, Delegierter auf der Democratic National Convention. Im Ersten Weltkrieg diente er in Frankreich, um als Mitglied der 81. Infanteriedivision gegen die Mittelmächte zu kämpfen. Nach dem Krieg war Inzer von 1923 bis 1927 für seine Partei Senator im Senat von Alabama. 1946 wurde er zum Vizegouverneur von Alabama gewählt und hatte dieses Amt von 1947 bis 1951 inne.
Inzer war seit dem 1. Februar 1921 mit Alice Stone Weatherly verheiratet, mit der er drei Kinder, einen Sohn und zwei Töchter, hatte. 